# Tommaso Rinaldi
Tommaso Rinaldi (Cuneo, 9 de novembro de 2001) é um jogador de voleibol italiano que atua na posição de ponteiro.

## Carreira

### Clube
Rinaldi iniciou sua carreira desportiva em 2014 quando ingressou nas categorias de base do Modena. Com o clube atuou na Série C do Campeonato Italiano na temporada 2017–18 e posteriormente na Série B na temporada 2018–19; estreou no time titular, jogando na SuperLega, na temporada 2019–20.
Na temporada 2021–22 foi contratado pelo Top Volley Latina, mas na temporada seguinte voltou novamente ao Modena, ainda na primeira divisão italiana, com a qual conquistou a Taça CEV de 2022–23.

### Seleção
Em 2019, Rinaldi foi convocado para a seleção italiana sub-19 com a qual conquistou a medalha de ouro no XV Festival Olímpico da Juventude Europeia e no Campeonato Mundial, onde foi premiado como MVP. Em 2020, com a seleção sub-20, conquistou a medalha de prata no Campeonato Europeu ao ser superado na final pela seleção russa, sendo eleito um dos melhores ponteiros do torneio, enquanto em 2021, com a seleção sub-21, conquistou o ouro no Campeonato Mundial, onde foi agraciado com o prêmio individual de melhor ponteiro.
Em 2022 conquistou o ouro na primeira edição Campeonato Europeu Sub-22, onde foi premiado novamente como um dos melhores ponteiros do campeonato.

## Vida pessoal
Rinaldi é filho do ex-jogador de voleibol Pietro Rinaldi.

## Títulos
Modena Volley
- Taça CEV: 2022–23

Seleção Italiana
- Festival Olímpico da Juventude Europeia: 2019

- Campeonato Mundial Sub-19: 2019

- Campeonato Mundial Sub-21: 2021

- Campeonato Europeu Sub-22: 2022

## Clubes
| Anos      | Clube               |
| --------- | ------------------- |
| 2017–2021 | Leo Shoes Modena    |
| 2021–2022 | Top Volley Cisterna |
| 2022–     | Valsa Group Modena  |

## Prêmios individuais
- 2019: Campeonato Mundial Sub-21 – MVP e melhor ponteiro
- 2020: Campeonato Europeu Sub-20 – Melhor ponteiro
- 2021: Campeonato Mundial Sub-21 – Melhor ponteiro
- 2022: Campeonato Europeu Sub-22 – Melhor ponteiro